# 弗朗切斯科·巴尔托洛梅奥·拉斯特雷利

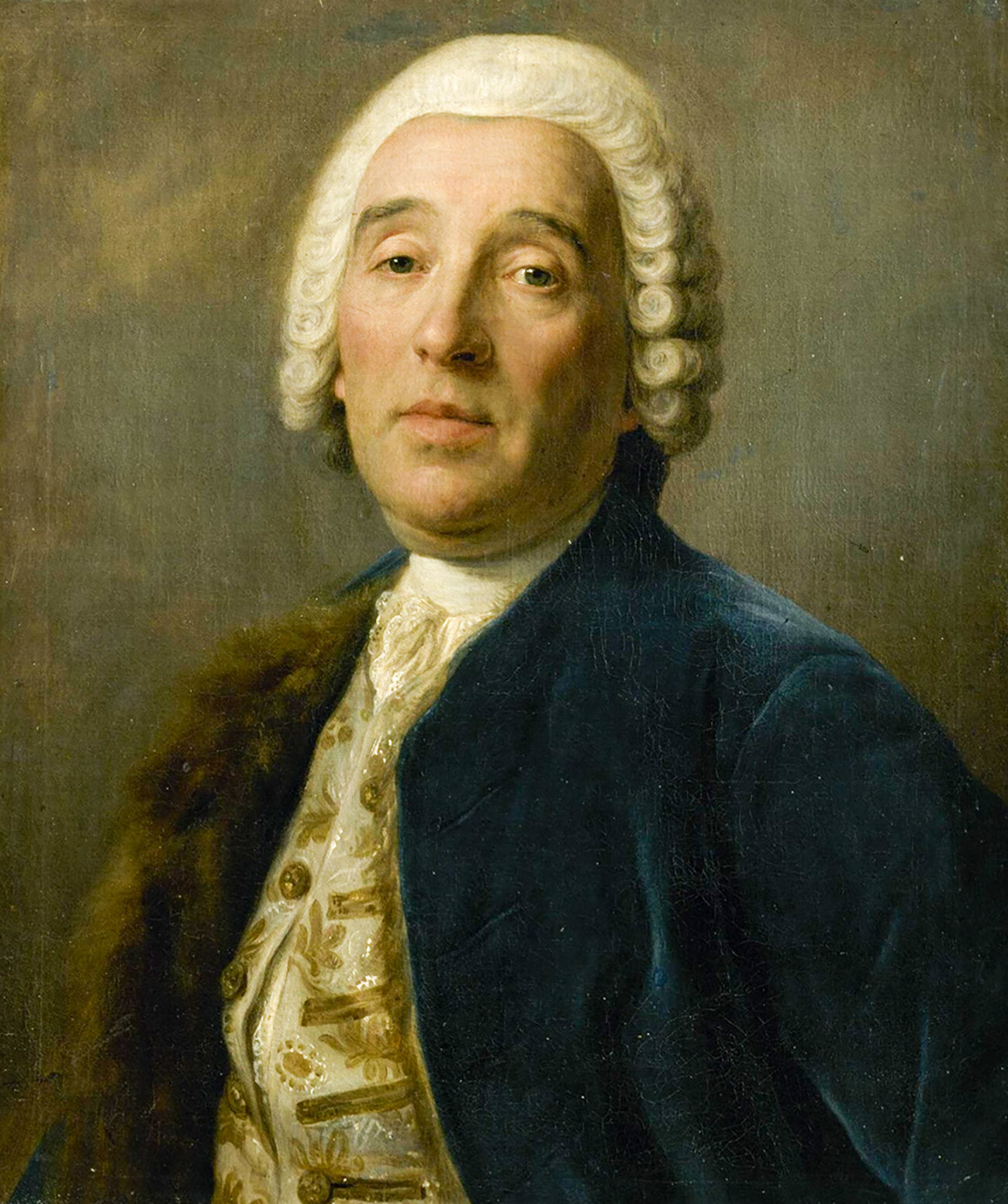

弗朗切斯科·巴尔托洛梅奥·拉斯特雷利（意大利语：Francesco Bartolomeo Rastrelli；俄语：Франче́ско Бартоломе́о (Варфоломе́й Варфоломеевич) Растрелли，1700年生于法兰西王国巴黎 – 1771年4月29日死于俄罗斯帝国圣彼得堡）是一位意大利建筑师，主要在俄国工作。他发展了一种易于辨认的晚期巴洛克风格，既奢华又雄伟。他的主要作品，包括圣彼得堡的冬宫和沙皇村的葉卡捷琳娜宮，都以奢华的装饰而闻名。

## 生平
1716年，弗朗切斯科陪同他的父亲，意大利雕塑家卡洛·巴尔托洛米奥·拉斯特雷利（1675–1744年）来到俄国圣彼得堡。他的雄心是将最新的意大利建筑风格与莫斯科巴洛克风格的传统相结合。第一个重要的委托是在1721年，他受雇为摩尔达维亚的前统治者德米特里·坎特米尔亲王建造一座宫殿。
1730年，他被任命为宫廷高级建筑师。他的作品受到当时女性君主的青睐，在安娜·伊凡诺芙娜·罗曼诺娃（1730–1740年）和伊丽莎白·彼得罗芙娜（1741–1762年）两位女皇在位期间，他都保住了这个职位。
拉斯特雷利最后一个也是最雄心勃勃的项目，是圣彼得堡的斯莫尔尼大教堂，伊丽莎白女皇在那里度过余生。计划中的钟楼预计成为圣彼得堡和全俄罗斯最高的建筑。伊丽莎白在1762年去世，使拉斯特雷利无法完成这一宏伟的设计。
新的女皇叶卡捷琳娜二世, 反对巴洛克建筑，斥之为老式的奶油。于是这位年迈的建筑师退休去了庫爾蘭，在那里监督公爵宫殿的竣工和装饰。
他最后的日子，都用于与意大利艺术品交易商进行默默无闻的商务往来。在他去世前几个月，被选入帝国艺术学院。自1923年起，斯莫尔尼大教堂前的广场，命名为拉斯特雷利广场（Площадь Растрелли）。意大利作曲家洛伦佐·费雷罗在2000年创作的管弦乐《圣彼得堡的拉斯特雷利》，也以他为主题。

## 现存建筑
| #  | 图片 | 名称             | 位置                                | 日期                |
| -- | ---- | ---------------- | ----------------------------------- | ------------------- |
| 1  |      | 隆黛爾宮         | 包斯卡附近的皮尔斯伦德莱 · 拉脫維亞 | 1736–1740 1764–1767 |
| 2  |      | 葉爾加瓦宮       | 叶尔加瓦 · 拉脫維亞                 | 1738–1740 1763–1772 |
| 3  |      | 彼得霍夫宮       | 圣彼得堡附近的彼得宮城 · 俄羅斯     | 1747–1755           |
| —  |      | 彼得霍夫宮礼拜堂 | 圣彼得堡附近的彼得宮城 · 俄羅斯     | 1747–1751           |
| 4  |      | 圣安德烈教堂     | 基辅 · 乌克兰                       | 1748–1767           |
| 5  |      | 斯莫尔尼大教堂   | 圣彼得堡 · 俄羅斯                   | 1748–1764           |
| 6  |      | 沃龍佐夫宮       | 圣彼得堡 · 俄羅斯                   | 1749–1757           |
| 7  |      | 葉卡捷琳娜宮     | 沙皇村 (普希金市) · 俄羅斯          | 1752–1756           |
| —  |      | 隐士亭           | 沙皇村 (普希金市) · 俄羅斯          | 1749                |
| 8  |      | 瑪麗亞宮         | 基辅 · 乌克兰                       | 1752 1870           |
| 9  |      | 斯特羅加諾夫宮   | 圣彼得堡 · 俄羅斯                   | 1753–1754           |
| 10 |      | 冬宫             | 圣彼得堡 · 俄羅斯                   | 1754–1762           |

鲍里斯·维佩尔推测，拉斯特雷利的最后一个（未完成）设计是叶尔加瓦附近新古典主义的萨涅尼基庄园。

## 已拆卸建筑
| # | 图片 | 名称           | 注释                             | 位置                        | 日期                            |
| - | ---- | -------------- | -------------------------------- | --------------------------- | ------------------------------- |
| 1 |      | 安妮霍夫       | 木结构，代之以莫斯科葉卡捷琳娜宮 | 莫斯科列福尔托沃区 · 俄羅斯 | 1731 displaced 1736 1746年烧毁  |
| 2 |      | 安娜冬宫       | 代之以冬宫                       | 圣彼得堡 · 俄羅斯           | 1732–1735 1754年拆除            |
| 3 |      | 拉斯特列利夏宫 | 木结构，代之以米哈伊洛夫宫       | 圣彼得堡 · 俄羅斯           | 1741–1744 1797年拆除            |
| 4 |      | 克里姆林冬宫   | 代之以大克里姆林宮               | 莫斯科克里姆林宫 · 俄羅斯   | 1747–1756 1798年重建 1837年拆除 |